# Brösarp

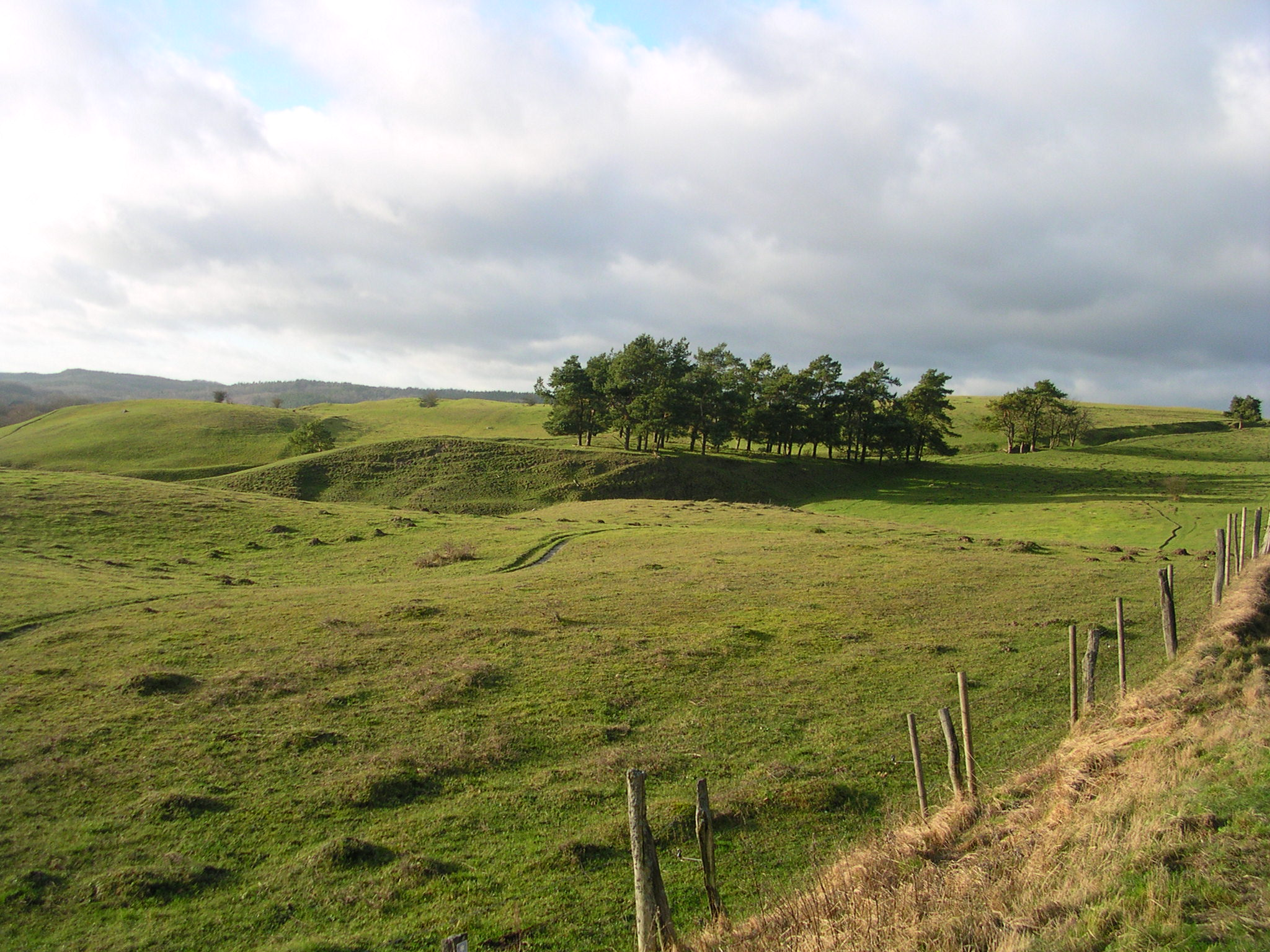
Zicht over Brösarps backar.

Brösarp is een plaats in de gemeente Tomelilla in het Zweedse landschap Skåne en de provincie Skåne län. De plaats heeft 700 inwoners en een oppervlakte van 81 hectare. De plaats is ook bekend vanwege Brösarps backar, een heuvellandschap in de buurt van de plaats voor de rest wordt Brösarp omringd door zowel landbouwgrond als bos. De plaats Tomelilla ligt zo'n vijfentwintig kilometer ten zuiden van het dorp.
In Brösarp start de toeristische spoorweg Skånska Järnvägen, deze rijdt alleen zomers. Ook ligt de kerk Brösarps kyrka in de plaats de oudste delen van deze kerk stammen uit de 12de eeuw.

## Verkeer en vervoer
Langs de plaats loopt de Riksväg 19 en eindigt de Riksväg 9
De plaats had vroeger een station aan de Östra Skånes Järnvägar.
Tomelilla · Brösarp · Onslunda · Smedstorp · Lunnarp · Spjutstorp · Eljaröd · Ramsåsa · Benestad · Andrarum